# أطول سلسلة فرعية مشتركة
أطول سلسلة فرعية مشتركة (بالإنجليزية: Longest Common Substring) في علوم الكمبيوتر هي أطول سلسة مشتركة بين سلسلتين أو أكثر، قد يكون هناك أكثر من أطول سلسلة فرعية مشتركة واحدة بين السلاسل. من التطبيقات عليها إزالة البيانات المكررة والكشف عن السرقة الأدبية.

## أمثلة

تشترك السلاسل "BADANAT" و "CANADAS" في السلاسل الفرعية ذات الطول الأقصى "ADA" و "ANA".

تحتوي السلاسل "ابابابت" و "باباتا" و "ابتباب" على أطول سلسلة فرعية مشتركة واحدة فقط ، وهي "باب" بطول 3. من السلاسل الفرعية المشتركة الأخرى: "اب" و "با" و "ا" و "ب" و "ت".